# 에이미 티가든
에이미 티가든(Aimee Teegarden, 1989년 10월 10일 ~ )은 미국의 배우이다.

## 작품 목록
- 링스